# John Francis Wade
John Francis Wade (1 de enero de 1711–16 de agosto de 1786) fue un compositor de himnos inglés, a quien, a veces, se atribuye haber escrito y compuesto el himno "Adeste Fideles", incluso aunque la autoría real del himno permanece incierta. Las copias más tempranas del himno todas llevan su firma.
Nacido en Inglaterra, Wade huyó a Francia después de que el Levantamiento Jacobita de 1745 fuese sofocado. Como seglar católico, vivió con católicos ingleses exiliados en Francia, donde enseñó música y trabajó como copista de canto llano para uso privado.

## Simbolismo jacobita
El profesor Bennett Zon, Jefe del Departamento de Música en Universidad de Durham, ha señalado que los libros litúrgicos católico-romanos de Wade estaban a menudo decorados con imaginería floral Jacobita. Argumenta que los textos tenían significados jacobitas cifrados. Describe el himno "Adeste Fideles" como una oda al nacimiento de Carlos Eduardo Estuardo, repleta con referencias secretas descifrables por los "fieles": los seguidores del Pretendiente, Jacobo Francisco Eduardo Estuardo.